# Kahramanmaraş
Kahramanmaraş, hay đơn giản là Maraş, là một thành phố tự trị (büyük şehir) đồng thời cũng là một tỉnh (il) ở phía nam Thổ Nhĩ Kỳ, ở dãy núi Taurus, gần sông Seyhan. Kahramanmaraş là trung tâm thương mại khu vực với các ngành chế biến thực phẩm và dệt, ngành khai thác vàng. Thành phố này có một pháo đài thời Trung cổ xây trên nền móng của Hittite từ thế kỷ 12 trước Công nguyên. Vào thế kỷ 8 trước Công nguyên, người Assyria gọi đây là Markasi còn người La Mã gọi địa danh này là Germanicia Caesarea. Thành phố này bị người Ả Rập chiếm vào thế kỷ 7, người Thổ Nhĩ Kỳ Seljuk chiếm vào thế kỷ 12. Thành phố này thuộc lãnh thổ của đế quốc Ottoman vào thế kỷ 16.

## Hành chính
Kể từ ngày 12 tháng 11 năm 2012, Quốc hội Thổ Nhĩ Kỳ đã thông qua Luật số 6360 nâng tỉnh Kahramanmaraş thành cấp thành phố tự trị, giải thể thành phố tỉnh lỵ (merkez ilçesi) Kahramanmaraş và chia thành hai huyện Dulkadiroğlu và Onikişubat. Hiện tại, thành phố có 11 đơn vị hành chính cấp huyện.

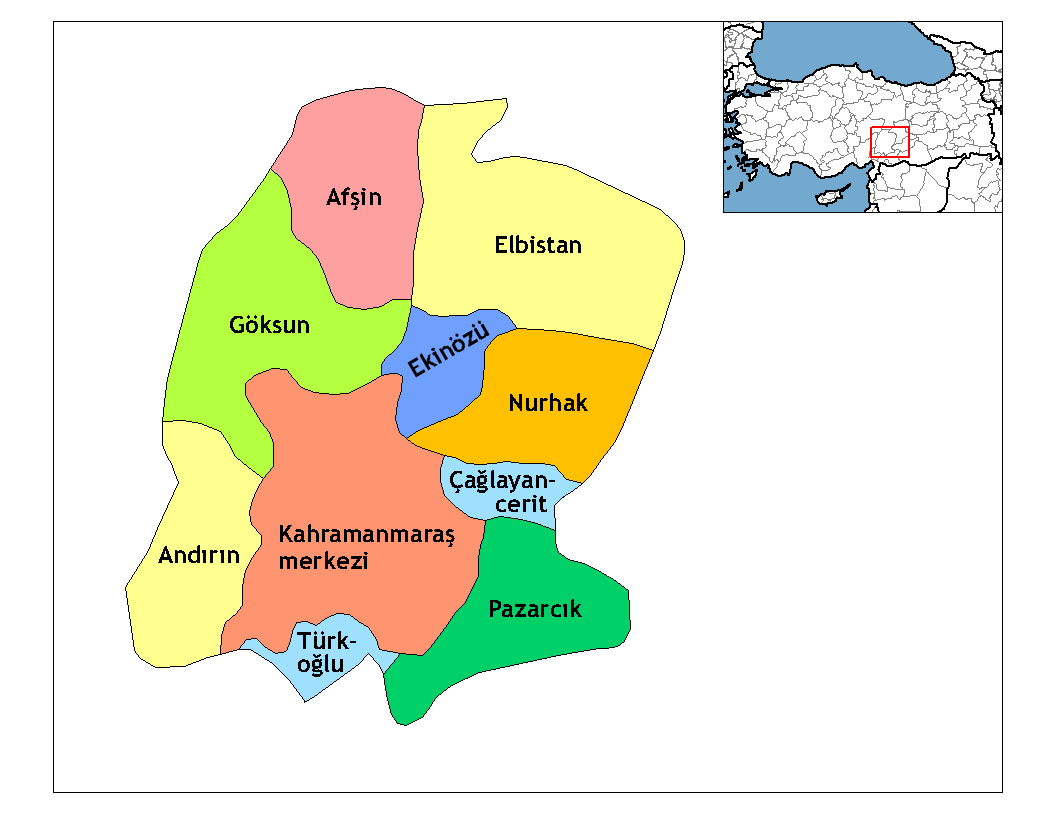
Bản đồ hành chính của thành phố trước 2012

- Afşin
- Andırın
- Çağlayancerit
- Dulkadiroğlu
- Ekinözü
- Elbistan
- Göksun
- Nurhak
- Onikişubat
- Pazarcık
- Türkoğlu